# Mokrye krossy
Mokrye krossy (in russo Мокрые кроссы?) è un singolo del rapper bielorusso Cima Belaruskich, pubblicato il 13 agosto 2018.

## Video musicale
Il video è stato reso disponibile il 6 dicembre 2018.

## Tracce
Testi e musiche di Cimafej Marozaŭ.
Download digitale, streaming
1. Mokrye krossy – 3:17

Download digitale, streaming – Remix by Kaufman Music
1. Mokrye krossy (Remix by Kaufman Music) – 3:35

## Classifiche

### Classifiche settimanali
| Classifica (2018-24) | Posizione massima |
| -------------------- | ----------------- |
| Estonia              | 19                |
| Lettonia             | 3                 |
| Lituania             | 46                |
| Moldavia             | 57                |
| Russia               | 53                |
| Ucraina              | 123               |

### Classifiche di fine anno
| Classifica (2019) | Posizione |
| ----------------- | --------- |
| Lettonia          | 10        |
| Russia            | 199       |
| Classifica (2024) | Posizione |
| Moldavia          | 107       |